# Eleccions a Catalunya
La Generalitat de Catalunya té la competència per a convocar les eleccions al Parlament de Catalunya, les eleccions al Consell General d'Aran i les eleccions als consells comarcals.
Les eleccions al Congrés dels Diputats i al Senat són convocades pel Govern central.
Tant en aquestes com a les del Parlament de Catalunya, les circumscripcions electorals són les quatre províncies, Barcelona Girona Lleida i Tarragona.

## Votacions i resultats, darreres convocatòries
Des del 2010 (juliol) hi ha hagut 5 eleccions autonòmiques, al Parlament de Catalunya, (2010, 2012, 2015, 2017 i 2021) i 3 de generals, al Congrés i el Senat (2011, 2015/6, i 2019); les dues darreres, repetides. Més la consulta del 9-N del 2014, i el referèndum no oficial de l'1 d'octubre 2017.

### Eleccions al Parlament de Catalunya
|          | JxC                       | ERC     | CUP     | PDC**  | PSC     | PP      | Ciut.   | E Comú  | Vox     | Altres, i en blanc | TOTAL     |
| N. vots* | 570.539                   | 605.581 | 189.924 | 77.229 | 654.766 | 109.453 | 158.606 | 195.345 | 218.121 | 39.764             | 2.819.328 |
| %        | 20,24                     | 21,48   | 6,74    | 2,74** | 23,22   | 3,88    | 5,63    | 6,93    | 7,74    | 1,40               | 100       |
|          | 48,45 % + 2,74** = 51,19% |         |         |        |         |         |         |         |         |                    |           |

(*): DOGC Núm. 8355 / 3-3-2021; (**): Sense representació parlamentària.

2017 (21 des) Eleccions al Parlament de Catalunya: (participació, 79,04%) vots, %:
|         | J x C   | ERC     | CUP     | ............. | PSC     | PP      | Ciutadans | E Comú  | Altres i en blanc | TOTAL     |
| N. vots | 948.233 | 935.861 | 195.246 |               | 606.659 | 185.670 | 951.829   | 326.360 |                   | 4.376.799 |
| %       | 21,66   | 21,38   | 4,46    |               | 13,86   | 4,24    | 25,35     | 7,37    | 9,77              |           |
|         | 47,5 %  |         |         |               |         |         |           |         |                   |           |

Suma de vots a partits que porten la independència al seu programa des de setembre 2015: JxSi, ó JxCat + ERC, + Cup; (+ PDC el 2021)

2015 (27 set) Eleccions al Parlament de Catalunya: 
(participació, 74,95 %) vots %:
|            | Junts x Si | CUP     | -- - - - - -- - | PSC     | PP      | Ciutadans | C. Si que es pot | Altres i en blanc | TOTAL     |
| N. de vots | 1.628.714  | 337.794 |                 | 523.283 | 349.193 | 736.364   | 367.613          |                   | 4.130.196 |
| %          | 39,59      | 8,21    |                 | 12,72   | 8,49    | 17,90     | 8,94             | 4,15              |           |
|            | 47,8 %     |         |                 |         |         |           |                  |                   |           |

2012 (25 Nov) Eleccions al Parlament de Catalunya: 

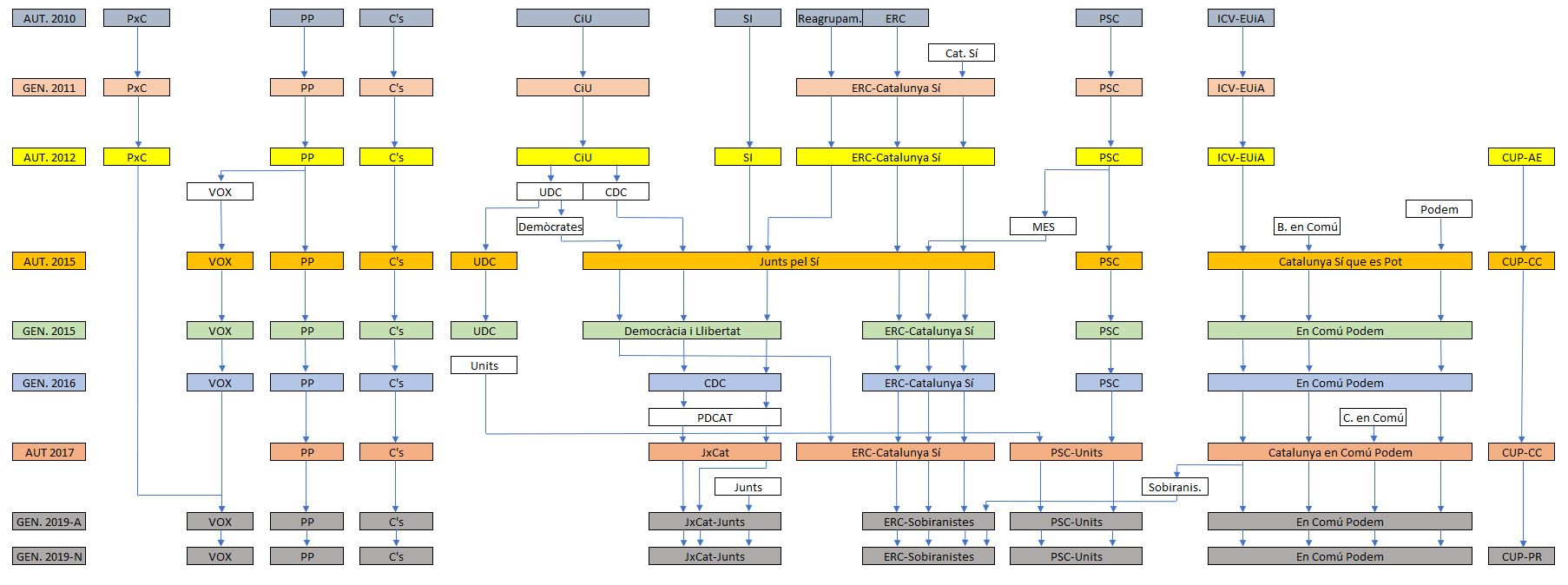
Evolució partits catalans per elecció (2010-2019)

(participació, 67,56 %) vots %
|            | CiU       | ERC     | CUP     | - - | PSC     | PP      | Ciutadans | Iniciativa per Cat. | Altres i en blanc | TOTAL     |
| N. de vots | 1.116.259 | 498.124 | 126.435 |     | 524.707 | 471.681 | 275.007   | 359.705             |                   | 3.668.310 |
| %          | 30,71     | 13,7    | 3,48    |     | 14,43   | 12,97   | 7,57      | 9,90                | 7,28              |           |
|            | 47,89 %   |         |         |     |         |         |           |                     |                   |           |

|             | CiU     | ERC  | Laporta |  | PSC   | PP    | Ciutadans | Iniciativa | Altres |
| No. de vots |         |      |         |  |       |       |           |            |        |
| %           | 38,43   | 7,00 | 3,29    |  | 18,38 | 12,37 | 3,39      | 7,37       | 9,77   |
|             | 48,72 % |      |         |  |       |       |           |            |        |

### Eleccions Generals (Congrés dels Diputats)
| Conv    | ERC   | CUP  | PSC  | PP    | Ciut. | E Comú | Altres |
| 24,74   | 15,98 | n.p. | 15,7 | 11,12 | 13,05 | 24,74  | 2,9    |
| 40,72 % |       |      |      |       |       |        |        |

| CDC     | ERC   | CUP  | PSC   | PP    | Ciut. | E Comú | Altres |
| 13,92   | 18,17 | n.p. | 16,12 | 13,36 | 10,93 | 24,51  | 2,16   |
| 40,72 % |       |      |       |       |       |        |        |

| Conv    | ERC   | CUP  | PSC   | PP   | Ciut. | E Comú | Altres |
| 13,68   | 22,56 | 6,35 | 20,51 | 7,43 | 5,61  | 14,18  | 9,98   |
| 42,59 % |       |      |       |      |       |        |        |

## El Parlament de Catalunya

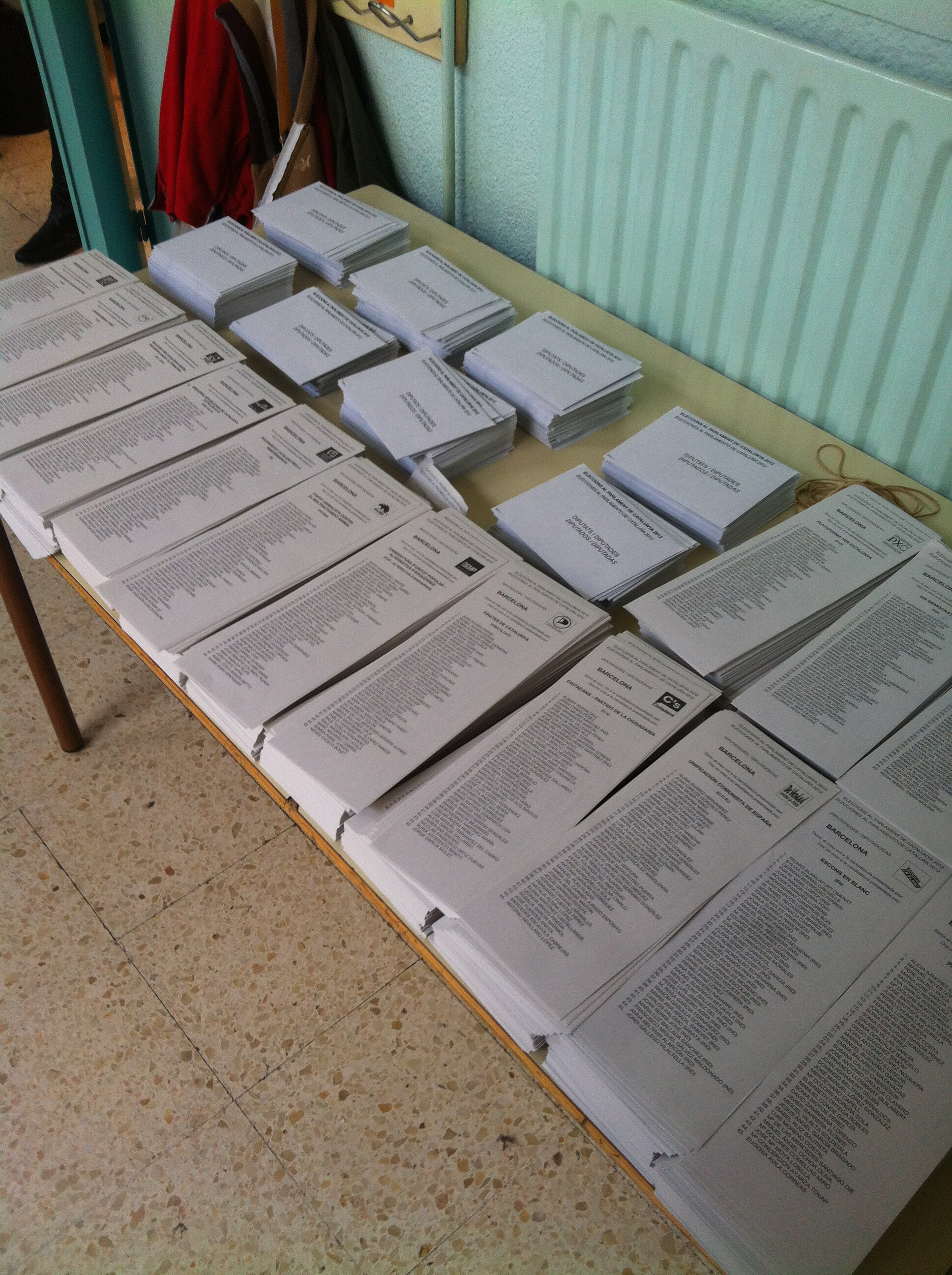
Paperetes en un col·legi electoral, durant les eleccions al Parlament de Catalunya de 2012

El Parlament és la institució que representa el poble de Catalunya, la qual cosa el situa en una posició central en el sistema institucional de l'autogovern de Catalunya. El Parlament de Catalunya està format per una sola cambra i és independent i inviolable.
D'acord amb el que disposa l'article 75 de l'Estatut d'Autonomia de Catalunya i l'article 60 de la Llei 3/1982, de 23 de març, del Parlament i del Consell Executiu de la Generalitat, el president de la Generalitat de Catalunya, amb deliberació prèvia del Govern i sota la seva exclusiva responsabilitat, pot dissoldre el Parlament i convocar eleccions, que hauran de tenir lloc entre els quaranta i el seixanta dies següents a la data de publicació del decret en el Diari Oficial de la Generalitat de Catalunya.
El decret fixarà la data de celebració de les eleccions, el nombre de diputats corresponent a cada circumscripció, la durada de la campanya electoral, i la normativa aplicable al procés electoral.
El Parlament de Catalunya està integrat per 135 diputats, els quals es reparteixen, entre les següents circumscripcions de la manera següent:
- Barcelona: 85 diputats
- Girona: 17 diputats
- Lleida: 15 diputats
- Tarragona: 18 diputats

Els diputats són elegits per sufragi universal, lliure, igual, directe i secret. El sistema electoral que recull l'Estatut és proporcional: els escons al Parlament es reparteixen entre les llistes electorals en proporció als vots que cadascuna ha obtingut. La fórmula electoral utilitzada és la regla D'Hondt i s'aplica la barrera legal del 3% dels vots vàlids a cada circumscripció.

### Historial
| - Eleccions al Parlament de Catalunya (1932) - Eleccions al Parlament de Catalunya (1980) - Eleccions al Parlament de Catalunya (1984) - Eleccions al Parlament de Catalunya (1988) - Eleccions al Parlament de Catalunya (1992) - Eleccions al Parlament de Catalunya (1995) | - Eleccions al Parlament de Catalunya (1999) - Eleccions al Parlament de Catalunya (2003) - Eleccions al Parlament de Catalunya (2006) - Eleccions al Parlament de Catalunya (2010) - Eleccions al Parlament de Catalunya (2012) - Eleccions al Parlament de Catalunya (2015) | - Eleccions al Parlament de Catalunya (2017) |

## Eleccions al Consell General d'Aran
El Consell General d'Aran (en aranès, Conselh Generau d'Aran) és l'òrgan de govern i d'administració de la Vall d'Aran i és integrat pel Síndic i pels consellers generals.
D'acord amb el que disposa l'apartat 2 de l'article 14 de la Llei 16/1990, de 13 de juliol, sobre el règim especial d'Era Val d'Aran, les eleccions per designar els consellers generals d'Aran s'han de fer el mateix dia de les eleccions municipals, és a dir, el darrer diumenge de maig de cada quadre anys.
En ús de l'habilitació que conté la disposició final primera de la Llei 16/1991, de 13 de juliol, mitjançant la qual s'autoritza al Govern de la Generalitat de Catalunya perquè dicti les disposicions necessàries per al desplegament, l'execució i el compliment d'aquesta Llei, el Govern de la Generalitat de Catalunya convoca les eleccions al Consell General d'Aran.
La Vall d'Aran es divideix en sis circumscripcions, corresponents als sis terçons històrics formats per: Pujòlo, Arties e Garòs, Castièro, Marcatosa, Irissa i Quate Lòcs.
El Consell General està integrat per 13 membres distribuïts de la manera següent:
- Pujòlo: 2 membres
- Arties e Garòs: 2 membres
- Castièro: 4 membres
- Marcatosa: 1 membre
- Irissa: 1 membre
- Quate Lòcs: 3 membres

L'elecció directa dels consellers generals es realitza, d'acord amb la legislació electoral vigent, mitjançant llistes tancades i segons la regla D'Hondt amb aplicació de la barrera legal del 3% dels vots vàlids a cada circumscripció.

## Eleccions als consells comarcals
Els consells comarcals són els òrgans de govern i d'administració de les comarques.
D'acord amb l'habilitació continguda a la disposició final del Decret legislatiu 4/2003, de 4 de novembre, pel qual s'aprova el Text refós de la Llei de l'organització comarcal de Catalunya, el Govern de la Generalitat de Catalunya convoca les eleccions als consells comarcals i assigna el nombre de membres a elegir a cadascun dels consells.
El nombre de membres del consell comarcal es determina en funció dels residents de la comarca, d'acord amb l'escala següent:
- Fins a 50.000 residents: 19 membres
- De 50.001 a 100.000: 25 membres
- De 100.001 a 500.000: 33 membres
- De 500.001 en endavant: 39 membres

El Decret legislatiu 4/2003, de 4 de novembre, estableix que, un cop constituïts tots els ajuntaments de la comarca, la junta electoral provincial ha de procedir a l'elecció dels membres dels consells comarcals corresponents a la seva circumscripció.

## Font
- Eleccions a Catalunya. Generalitat de Catalunya